# Alexander Czerski
Alexander Czerski (ur. 6 grudnia 1920 w Katowicach, zm. 2 czerwca 1986 w Tel Aviwie) – polsko-izraelski pisarz i scenarzysta.
W 1939 roku był ochotnikiem Wojska Polskiego w kampanii wrześniowej. Dostał się do niewoli niemieckiej, z której uciekł do Związku Radzieckiego. Od 1941 r. był żołnierzem Armii Czerwonej. W 1943 r. został poważnie ranny i odesłany na tyły.
W 1945 roku rozpoczął studia górnicze w Taszkencie, które ukończył w 1950 roku na Politechnice Śląskiej w Gliwicach. Pracował jako dyrektor w przemyśle metali kolorowych. W 1954 roku stracił wzrok w wyniku wypadku w kopalni.
Wstąpił do żydowskiej organizacji młodzieżowej Ha-Szomer Ha-Cair.
W 1957 r. przeprowadził się z rodziną do Izraela i zamieszkał w Tel Awiwie. Jego żona zmarła w 1969 r., po czym zamieszkał z niemiecko-izraelską pisarką Lilli Marx.
W 1966 roku współpracował z pionierką izraelskiego filmu Margot Klausner przy tworzeniu scenariusza do filmu „Sabina V’Hagvarim”.
Był członkiem Stowarzyszenia Pisarzy Hebrajskich i Stowarzyszenia Pisarzy Niemieckojęzycznych w Izraelu.
W swojej twórczości często korzystał z wątków autobiograficznych. W 1960 r. otrzymał nagrodę Dishon Prize za opowiadania. W 1975 roku otrzymał nagrodę literacką Żydowskiego Instytutu Braille'a za zbiór opowiadań Banale Geschichten...
W 1985 r. został odznaczony Orderem Zasługi Republiki Federalnej Niemiec.

## Wybrane dzieła
- Kolory we mgle: Powieść. Autoryzowany przekład z języka polskiego Margot Klausner, Margot Czerski, Alexander Czerski. Wiedeń: Niemcy, 1962
- Płomień, popiół i dym. Autoryzowany przekład z języka polskiego Margot Klausner, Alexander Czerski. Wiedeń: Niemcy, 1963[8]
- Dywersje : powieść. Gerlingen: Bleicher, 1980
- Banalne historie ... Opowieści z życia wzięte. Gerlingen: Bleicher, 1986
- Scenariusz Sabina V'Hagvarim. Scenariusz wspólnie z Margot Klausner. 1966